# Pes (đơn vị đo)
Pes (hay pedibus) trong tiếng La-tinh nghĩa là bàn chân. Đây là đơn vị cơ bản sử dụng trong Hệ đo lường La Mã giống như đơn vị foot trong Hệ đo lường Anh hay thước trong Hệ đo lường cổ Trung Hoa. Từ giai đoạn Cổ La Mã cho đến trước thời Vespasian chiều dài của 1 pes = 29,6 cm nhưng từ thời Vespasian trở đi 1 pes = 30 cm. 

## Pes miliarium
Đơn vị này bằng 1.000 pes và thường dùng để đo các chiều dài địa lý.Trong các tài liệu cổ, các học giả thường ký hiệu pes miliarium bằng p.

## Dùng trong các tài liệu cổ
Vì pes là đơn vị đo lường chính của người La Mã nên nó được các học giả sử dụng rất thường xuyên. Chẳng hạn: Vegetius viết rằng người La Mã thường tuyển những người cao 6 pes (1,8 m) cho cohort thứ nhất và kỵ binh hay Vitruvius cho rằng chiều cao cơ thể của một người là 6 pes, hay 4 cubit (1,77 m)